# Saint-Félix, Charente-Maritime
Saint-Félix är en kommun i departementet Charente-Maritime i regionen Nouvelle-Aquitaine i västra Frankrike. Kommunen ligger  i kantonen Loulay som ligger i arrondissementet Saint-Jean-d'Angély. År 2022 hade Saint-Félix 322 invånare.

## Befolkningsutveckling
Antalet invånare i kommunen Saint-Félix
Referens:INSEE